# モンテ・クリスト・サンドイッチ
モンテ・クリスト・サンドイッチ（Monte Cristo sandwich）は、北米生まれのトーストサンドウィッチ。モンティクリストとも呼ぶ。
フランス生まれのクロックムッシュをアレンジしたもので、1930年代から1960年代に掛けて、ハワイのレストランの朝食の定番メニューとして人気があったが、時代と共に一時期廃れ掛けていたものの、2000年代に入ってから徐々にだが、かつてのように朝の定番に戻りつつある。

## カナダ風
現在人気のあるタイプはカナダ発祥説があるもので、クロックムッシュ同様、食パンにチーズとハムを挟んだものに、卵液を漬けてフレンチトースト風にバターで焼いたものが主流で､甘じょっぱく味付けしたものが多い。お好みでクリームチーズを乗せたり、メイプルシロップを掛けても良い。